# Nervi facial
El nervi facial o setè parell cranial o nervi cranial VII és un nervi mixt que controla els músculs de l'expressió facial i el gust als dos terços anteriors de la llengua; també subministra fibres parasimpàtiques preganglionars al cap i ganglis del coll. Es desprèn del tronc cerebral entre la protuberància i la medul·la oblonga.